# Organographie
 (avril 2020).
Si vous disposez d'ouvrages ou d'articles de référence ou si vous connaissez des sites web de qualité traitant du thème abordé ici, merci de compléter l'article en donnant les références utiles à sa vérifiabilité et en les liant à la section « Notes et références ».
L'organographie est la description scientifique de la structure et la fonction des organes des êtres vivants.

## Histoire
L'organographie comme une étude scientifique commence avec Aristote, qui a considéré les parties de plantes comme des "organes" et a commencé à examiner la relation entre les différents organes et des différentes fonctions. Au 17e siècle, Joachim Jung, a clairement exprimé que les plantes sont composées de différents types d'organe comme la racine, la tige et les feuilles, et il est allé à définir ces types d'organes sur la base de leur forme et leur position.